# Karl Wollf
Karl Wollf (auch: Karl Joseph Wolff; * 27. Juni 1876 in Koblenz; † 13. Juni 1952 in London) war ein deutscher Dramaturg und Schriftsteller.

## Leben
Wollf war, bevor er zum Theater ging, als Rechtsanwalt in der Kanzlei seines Schwiegervaters Max Friedberg in Karlsruhe tätig. Seine Theater-Karriere begann, als er seit 1905 am Großherzoglichen Hoftheater in Karlsruhe auftrat. Daneben war er auch am Staatstheater Dresden tätig. Er veröffentlichte ferner Bücher über das Theaterwesen und über deutsche Literaten. In den 1920er Jahren wurden viele seiner Reden als Hörspiel im Radio übertragen.
Vor der Machtübergabe an die Nationalsozialisten 1933 war Wollf Vorstandsmitglied der Schopenhauer- und der Kleist-Gesellschaft, außerdem war er Ehrenvorsitzender des sächsischen Schriftsteller-Schutzverbandes. Vor 1939 flüchtete er nach Frankreich, von wo aus er im Mai 1942 über Lissabon nach London emigrierte, wo ihn seine Frau und seine verheiratete Tochter erwarteten. Er war Mitgründer und Präsident der größten Londoner kulturellen Emigrantenorganisation „Club 1943“, einer Abspaltung von der Free German League of Culture in Great Britain, und gehörte auch dem Vorstand des PEN-Clubs deutscher Autoren im Ausland an.
Von 1902 bis 1910 war Wollf mit der Lyrikerin und Liedkomponistin Johanna Wollf-Friedberg verheiratet.